# Mark Odhiambo
Mark Otieno Odhiambo (né le 11 mai 1993) est un athlète kényan, spécialiste du sprint.
En juin 2017, il bat le record national du 100 m en 10 s 14 à Nairobi. Il est double champion du Kenya du 100 mètres (2017 et 2018) et champion du Kenya du 200 mètres en 2017.
Le 31 juillet 2021, lors des JO de Tokyo, il est suspendu provisoirement par l'agence internationale de contrôles (ITA), après avoir été testé positif à la méthastérone et ses métabolites (stéroïdes). 